# 자기양자수
원자 물리학에서 자기 양자수(磁氣量子數, Magnetic quantum number, 기호 {\displaystyle m_{l}})는 전자의 상태를 나타내는 4가지 양자수 중에 궤도의 배향을 나타내는 양자수이다.
전자의 궤도모양을 나타내는 방위양자수가 {\displaystyle l}일 때 자기양자수 {\displaystyle m_{l}}은 {\displaystyle m_{l}=-l,(-l+1),...,(l-1),l} 즉, {\displaystyle (2l+1)}과 같은 범위를 할당한다.
s오비탈은 대칭형의 구형이므로 방향성이 없다.
p오비탈은 자기양자수가 3개이고, 방향성이 있으며, {\displaystyle Px,Py,Pz}로 나누어진다.

## 같이 보기
- 양자수
- 전자 껍질
- 슈뢰딩거 방정식